# راشيل ريدفورد
راشيل ليوني فورد (بالإنجليزية: Rachel Leonie Ford؛ مواليد 1990) هي ممثلة ويلزية. اشتهرت بعملها المسرحي.

## حياتها المبكرة
ريدفورد من بينارث في وادي جلامورجان. والدتها جينيفر لويس هي أيضًا ممثلة وظهرت لفترة وجيزة في بوبول واي كوم. التحق ريدفورد بمدرسة ستانويل. تخرجت بدرجة بكالوريوس الآداب في التمثيل من الأكاديمية الملكية للفنون المسرحية (RADA) في عام 2013.

## وصلات خارجية
- راشيل ريدفورد على موقع IMDb (الإنجليزية)
- راشيل ريدفورد على موقع قاعدة بيانات الفيلم (الإنجليزية)